# 辺永立
辺永立（ピョン・ヨンリプ、1929年9月20日 - 2016年11月15日）は、朝鮮民主主義人民共和国（北朝鮮）の政治家。

## 略歴
1929年に黄海道（ファンヘド）載寧郡（チェリョングン）で生まれた。 1950年9月に朝鮮人民軍に入隊。金日成総合大学を卒業。その後国家科学院長を務める。2009年7月から最高人民会議常任委員会書記長。2010年9月の朝鮮労働党の第3回党代表者大会で党中央委員会政治局員になる。2016年5月に開催された朝鮮労働党第7次大会で党中央委員会政治局の名簿に掲載されず政治局員からの退任が確認された。